# Sandra Guaita Esteruelas
Sandra Guaita Esteruelas és una política de Reus nascuda el 1976. Des del 2023 és alcaldessa de la ciutat de Reus. Abans havia estar regidora d'aquest ajuntament entre el 2011 i el 2015 i entre el 2016 i el 2021. També havia estat diputada del Congrés dels Diputats en la legislatura del 2019 al 2023.
Sandra Guaita és Llicenciada en Biologia i Doctora en Ciències Experimentals i Salut. Ha treballat a laboratoris de recerca oncològica a Barcelona i Londres.